# Levice (Česko)
Levice (zkratka Levice, v letech 1993–1997 Levý blok, v roce 1997 Levý blok – Strana demokratické levice, v letech 1997–2020 Strana demokratického socialismu, zkratka SDS) je česká levicová demokraticky socialistická politická strana, která vznikla v roce 1993. Ve straně existuje platforma, tvořená českými zástupci mezinárodní komunitní asociace AKORN, která v Česku provozuje zapsaný spolek a sociální stavební družstvo, další pak členky a registrované sympatizantky strany, které se hlásí k feminismu, a zatím poslední stranickou platformou je platforma antifašistická. Levice vydává elektronický zpravodaj Levicoviny.
Strana vznikla transformací původní volební koalice Levý blok do reformně postkomunistického politického subjektu a do roku 1996 měla i zastoupení v Poslanecké sněmovně Parlamentu České republiky.

## Organizační struktura

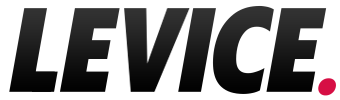
Logo používané do prosince 2023

### Základní organizace
Základními organizačními články strany jsou základní organizace. V současnosti jimi disponuje v Praze, Brně, Ostravě, Olomouci, Českých Budějovicích, Jihlavě, Orlové a Ústí nad Orlicí.

### Sjezd
Nejvyšším orgánem strany je sjezd, který je svoláván Celostátním výborem (CV) Strany nejméně jednou za dva roky. Sjezd strany schvaluje stanovy a program strany, výši členských příspěvků a jejich rozdělení, a volí CV v počtu minimálně 12 členů, rozhodčí komisi v počtu 3 členů a revizní komisi v počtu 3 členů.

### Celostátní výbor
Celostátní výbor (CV) strany řídí činnost strany mezi sjezdy včetně koordinace celostátních platforem. Zasedání CV strany se konají nejméně jednou za 2 měsíce. Zasedání svolává a programově připravuje předsednictvo strany.
CV strany volí ze svého středu předsednictvo v počtu 5–7 členů a dále volí hospodáře. Hospodář nemusí být členem CV, jeho funkce je však neslučitelná s funkcí člena revizní komise a funkcí člena rozhodčí komise.

### Předsednictvo Celostátního výboru
Předsednictvo (PCV) zasedá nejméně jednou za měsíc, projednává a zabezpečuje organizační a hospodářské otázky, zajišťuje obsahovou přípravu zasedání CV strany a jedná za CV strany mezi jeho zasedáními.

#### Spolupředsedové PCV
Celostátní výbor volí z PCV 2 spolupředsedy. V minulosti se jednalo o rotační funkci, to znamená, že po uplynutí ročního mandátu spolupředsedy se volil spolupředseda nový. Po sjezdu v dubnu 2023 byla rotace zrušena a spolupředsedové se tak volí na celou dobu mandátu CV.
Levici v minulosti spolupředsedali Milan Neubert, Petr Pávek, Andrej Bóna, Vojtěch Juřica, Markéta Juřicová, Vladimír Farana, Tomáš Ulrich a Jiří Hudeček.

### Další orgány strany
Dalšími orgány strany jsou revizní komise a rozhodčí komise.

### Vnitrostranické platformy
Členové a registrovaní sympatizanti strany mohou volně vytvářet vnitrostranické platformy, které nejsou základními organizacemi strany, a dávat jim názvy, které jsou výrazem jejich sebezařazení a příslušnosti ke straně.
Platforma se registruje u celostátního výboru. Pokud počet jejích členů překročí 5 % členů strany a schválí ji celostátní výbor, je považována za celostátní platformu.
Celostátní platforma má právo vysílat delegáty na sjezd strany a mít svého zástupce v celostátním výboru strany.
- Platforma členů AKORN
- Feministická platforma
- Antifašistická platforma

## Ideologie
Strana Levice se hlásí k hodnotám demokratického socialismu. Bližší vymezení určují mj. vnitrostranické platformy, které mohou členové a registrovaní sympatizanti strany vytvářet.

## Historie
Ve volbách v roce 1992 kandidovala do České národní rady i do Federálního shromáždění koalice Levý blok, do níž se sdružila Komunistická strana Čech a Moravy a další menší levicové subjekty (Demokratická levice ČSFR). Tato koalice získala ve volbách do ČNR 14,05 % hlasů a obdobného výsledku dosáhla i do Federálního shromáždění.
Levý blok jako koalice se ale v průběhu roku 1993 začal rozkládat. Klíčový byl 3. sjezd KSČM konaný v roce 1993, na kterém komunistická strana odmítla změnit svůj název. Reakcí byl odchod reformně orientovaných komunistů do jiných politických subjektů a postupný rozklad společného poslaneckého klubu Levého bloku. Takto vznikla přeregistrací původní Demokratické levice ČSFR Strana demokratické levice a 18. srpna 1993 byl jako politická strana zaregistrován i Levý blok. V ČNR se k ní přidalo 24 poslanců, zatímco stoupenci KSČM si ustavili samostatný poslanecký klub a jejich strana se vyvíjela samostatně.
Strana Levý blok se hlásila ke konceptu demokratického socialismu. První předsedkyní se stala Marie Stiborová. V roce 1995 ji nahradil Jaroslav Ortman. Čestným předsedou byl bývalý reformní komunista z roku 1968 Zdeněk Mlynář. Strana se zúčastnila parlamentních voleb roku 1996, ale získala jen 1,4 % hlasů a nezískala parlamentní zastoupení. Podobný neúspěch přinesly i senátní volby na podzim 1996. V důsledků volební prohry rezignoval Jaroslav Ortman a do čela strany se vrátila dočasně Marie Stiborová. V reakci na volební neúspěchy se strana Levý blok spojila v roce 1997 s členy podobně orientované Strany demokratické levice, která zanikla. Subjekt posléze nesl název Levý blok – Strana demokratické levice a d 13. prosince 1997 pak došlo ke změně názvu na Strana demokratického socialismu. Předsedou strany se stal Vasil Mohorita.
V roce 2004 se strana společně s dalšími 14 politickými subjekty podílela na založení evropské politické strany Strana evropské levice (Party of the European Left).
Nízké volební výsledky Strany demokratického socialismu byly odrazem relativně nízkého počtu základních organizací a jejich nerovnoměrného zastoupení v jednotlivých územních částech republiky. V období po svém vzniku měla strana v 9 krajích ze 14 nedostatečně rozvinutou organizační síť, v ostatních krajích nebyla zastoupena. Z dostupných informací je zřejmé, že od vzniku strany počet členů zhruba do roku 2000 klesal a v dalších letech spíše stagnoval. V roce 2005 se počet jejich členů pohyboval okolo 300. Většina z nich byla předtím členy KSČ nebo KSČM. Aktivní bylo především jádro strany z centrálních stranických orgánů a někteří jednotlivci z regionů.
Po sloučení s iniciativou Skutečná levice v lednu 2020 přijala strana v únoru 2020 název Levice.
V červnu 2025 strana navázala spolupráci s hnutím Budoucnost.

## Předsedové strany
1. Marie Stiborová (1993–1995)
2. Jaroslav Ortman (1995–1997)
3. Marie Stiborová (1997)
4. Vasil Mohorita (1997–1998)
5. Jiří Hudeček (1998–2004)
6. Milan Neubert (2004–2020)
7. Rotační spolupředsednictví v rámci PCV (2020–2023)
8. Vladimír Farana a Markéta Juřicová (2023–současnost)

## Volební výsledky

### Zastupitelstva obcí
| Volby | Počet hlasů | %    | Počet mandátů |
| ----- | ----------- | ---- | ------------- |
| 1994  | 73 150      | 0,06 | 30            |
| 1998  | 26 045      | 0,03 | 20            |
| 2002  | 21 281      | 0,03 | 21            |
| 2006  | 5 554       | 0,01 | 1             |
| 2010  | 2 152       | 0,00 | 1             |
| 2014  | 5 305       | 0,01 | 1             |
| 2022  | 395         | 0,00 | 2             |

### Zastupitelstva krajů
- Strana Levice kandidovala v krajských volbách v roce 2020 v Jihomoravském kraji[20] s výsledkem 0,05 %.[21]
- Strana Levice kandidovala v krajských volbách v roce 2024 v Jihočeském kraji v koalici se Zelenými a zástupci lokálních spolků s výsledkem 0,66 %.[22]

### Sněmovní volby
- sněmovní volby 1996 – 85 122 hlasů (1,4 %), 0 mandátů[9]
- sněmovní volby 2002 – Strana kandidovala pouze v Praze, kde obdržela 475 hlasů (0,08 %), celorepublikově 0,00 %.
- sněmovní volby 2006 – SDS nekandidovala a vyslovila podporu levicovým stranám, přednostně KSČM, na jejíž kandidátce kandidovala členka SDS Anna Oppitzová.[23]
- sněmovní volby 2021 – Levice se účastnila voleb v Jihomoravském kraji, v Olomouckém kraji a v Praze. Na celostátní úrovni dosáhla výsledku 0,01 %.[24] V Jihomoravském kraji strana Levice získala 0,04 %, v Olomouckém kraji získala 0,04 % a v Praze získala 0,03 %.

### Evropské volby
- volby do Evropského parlamentu 2004 – SDS kandidovala ve všech krajích a obdržela celkově 1 709 hlasů (0,07 %). Nejlepšího výsledku dosáhla v Moravskoslezském kraji se ziskem 0,13 % a na Vysočině s 0,12 %, nejhůř ve Olomouckém kraji se ziskem 0,03 %. Nejvíc přednostních hlasů (196) obdržel Vladimír Farana.[25]
- volby do Evropského parlamentu 2009 – SDS samostatně nekandidovala, její zástupci kandidovali na kandidátce KSČM: na 9. místě Jiří Hudeček, na 15. místě Lubomír Ledl.[26]
- volby do Evropského parlamentu 2014 – SDS samostatně nekandidovala, její zástupci kandidovali na kandidátce KSČM.
- volby do Evropského parlamentu 2019 – SDS samostatně nekandidovala, její zástupci kandidovali na kandidátce KSČM.
- volby do Evropského parlamentu 2024 – Levice kandidovala samostatně a obdržela celkově 2 296 hlasů (0,07 %), volebním lídrem byl Jan Májíček.[27] Probíhala jednání o společné kandidátce se SOCDEM a s Budoucností, která však byla ze strany SOCDEM ukončena.[28]

## Mezinárodní spolupráce
Strana Levice ve své činnosti klade důraz na mezinárodní spolupráci. Spolupracuje jak s řadou mezinárodních politických uskupení, tak s partnerskými stranami ze zahraničí, jako jsou Socialisti.sk, Razem, nebo například Die Linke.

### Strana Evropské levice
Strana Levice je pod dřívějším názvem Strana demokratického socialismu jednou ze zakládajících stran Strany evropské levice (SEL).

### AKORN
Platforma členů AKORN je součásti ACORN International – mezinárodní rodiny komunitních organizací družstev a politických aktivistů.

## Levicoviny

Titulní strana Levicovin 2/2021

Levicoviny jsou elektronickým zpravodajem strany Levice. Začaly vycházet (veřejně) v lednu 2021. Jedná se o občasník, kde členové a členky publikují své texty. Jednou ročně vychází také v anglické verzi ve speciální edici na festival Volksstimmefest.